# Leah Zelikhman
Liya Ilyinichna Zelikhman en rus Лия Ильинична Зелихман (Rostov del Don, 5 o 18 de gener, 1910 - Leningrad, 21 de desembre, 1971) - Professora de música soviètica (piano). Professor d'escola honrat de la RSFSR.
Va començar a estudiar música als 7 anys amb un professor particular N. G. Rakitina. El 1919-1923 va estudiar al departament de piano del Col·legi Musical de Rostov-on-Don (classe del professor Yu. G. Frenkel, més tard - classe del professor V. V. Shaub). El curs 1922/1923, va ser alumna de l'escola laboral soviètica de la segona etapa núm. M. I. Kalinina.
Va ensenyar a l'Escola Especial de Música de Secundària de 10 anys (ara l'Escola del Liceu de Música) al Conservatori de Sant Petersburg que porta el nom de N. A. Rimsky-Korsakov.
Va formar l'Artista Popular de la RSFSR, guardonada amb el primer premi del Concurs Internacional. P. I. Txaikovski Grigori Sokolov. "Leah Zelikhman, una gran professora" anomena una altra dels seves alumnes, el director d'òpera, l'artista popular de Rússia Yuri Alexandrov.
Entre els seus alumnes també hi ha el guanyador de diversos concursos, el professor de Leningrad, i després el Conservatori de Colònia Pavel Gililov; directora d'òpera, guanyadora del Gran Premi al concurs internacional "Temporada de vellut" (1996) Irina Evgenievna Taimanova M. A. Zolotarev, guardonat del concurs de tots els russos, professor associat del departament de piano del Conservatori de Leningrad, professor ajudant. M. Ya. Khalfin; Artista honrat de Rússia Alexander Ivanovich Ikharev, i el pianista de fama internacional i guanyador d'infinitat de premis, Valery Sigalevitch.

## Família
- Pare - violinista i professor Gil Abramovich Zelikhman
- Mare - Raisa Samoilovna Zelikhman.
- Marit - pianista Moses Yakovlevich Khalfin.
- Filla - pianista Kira Moiseevna Khalfina (nascuda el 1941), viu i treballa a Suècia
- Neta - Inna.